# Blame Canada
«Blame Canada» —en español: «Culpen a Canadá» o «No al Canadá»— es una canción satírica de la película animada de 1999 South Park: Bigger, Longer & Uncut, escrita por Trey Parker y Marc Shaiman. En la canción, los padres del pueblo de South Park, liderados por Sheila Broflovski (Mary Kay Bergman), deciden culpar a Canadá por los problemas en los que se han estado metiendo sus hijos desde que vieron la película canadiense Terrance and Phillip: Asses of Fire e imitaron lo que vieron y oyeron. «Blame Canadá» satiriza a los chivos expiatorios y a los padres que no controlan «el consumo de cultura popular por parte de sus hijos». La canción fue nominada al premio de la Academia a la mejor canción original en la 72.ª edición de los Premios Óscar. Matt Stone y Parker se presentaron a la ceremonia con vestidos usados anteriormente por Jennifer Lopez y Gwyneth Paltrow, y luego afirmaron estar bajo la influencia de LSD mientras estaban en la alfombra roja.
Una versión en 8-bits de la canción aparece en el videojuego de 2014 South Park: The Stick of Truth, incluido como uno de los temas del mundo exterior en el nivel de Canadá. La canción aparece nuevamente en la secuela de 2017, South Park: Retaguardia en peligro, cerca del muro canadiense.
En 2023, Shaiman escribió una nueva letra para la canción que refleja las teorías conspirativas sobre los incendios forestales en Canadá de 2023.

## Recepción
La canción fue nominada al premio a la mejor canción original en la 72.ª edición de los Premios Óscar (1999). Esto generó controversia porque todas las canciones nominadas se interpretan tradicionalmente durante la transmisión de los Oscar, pero la canción contenía la palabra fuck, que la Comisión Federal de Comunicaciones (FCC) prohíbe usar en transmisiones en horario de máxima audiencia. En la ceremonia de premiación, el actor y comediante Robin Williams interpretó la canción con un coro que jadeó cuando la palabra iba a ser cantada (Williams se dio vuelta en el momento crucial y en realidad no la cantó). Incluyó comentarios sobre Margaret Trudeau y Bryan Adams, parcialmente tomados de la letra de la repetición de la canción de Sheila Broflovski en «La Resistance». También hizo referencia a Céline Dion. Mary Kay Bergman, la actriz de voz que cantó las partes femeninas de la canción, murió meses antes de la actuación, lo que obligó a los organizadores a buscar un reemplazo para ella y Trey Parker, quien hizo las voces masculinas. Durante su discurso, Williams introdujo la canción hablando con cinta adhesiva sobre su boca para que su voz se pareciera a la de Kenny McCormick, luego la arrancó y finalmente dijo la frase característica de Stan Marsh: «¡Dios mio! ¡Mataron a Kenny!».
También hubo cierta preocupación por el hecho de que la canción se refería a la conocida cantante canadiense Anne Murray como una «zorra», pero Murray indicó que no se sentía ofendida por la letra irónica (Murray fue invitada a cantar la canción ella misma en la transmisión de la ceremonia, pero tuvo que rechazar debido a un compromiso previo). Cuando se le preguntó, la cónsul general de Canadá (y exprimera ministra) Kim Campbell dijo que no se sentía ofendida por la canción, ya que era claramente una pieza satírica tonta y no pretendía insultar a su país. Esto queda claro en la última línea de la canción:
Debemos culparlos y causar un escándalo. ¡Antes de que alguien piense en culparnos!
Casualmente, la transmisión canadiense de los Óscar en la que Williams cantó la canción incluyó el estreno del anuncio publicitario de Molson «I Am Canadian», que contradice muchos estereotipos canadienses percibidos.
La canción perdió frente a la de Phil Collins «You'll Be in My Heart» de la película Tarzán, que fue parodiada en un episodio de South Park lanzado al año siguiente, «Timmy 2000», como «You'll Be in Me».